# Traversia
Traversia es un género monotípico de plantas herbáceas perteneciente a la familia de las asteráceas. Su única especie: Traversia baccharoides, es originaria de Nueva Zelanda.

## Taxonomía
Traversia baccharoides fue descrita por Joseph Dalton Hooker   y publicado en Handb. N. Zeal. Fl. 164 (1864).
Sinonimia
- Senecio germinatus Kirk[7]